# 林內東庄福德宮
東庄福德宮主祀福德正神，並配祀老大媽、太平媽、法主公、城隍爺、國姓爺、大太子、二太子、三太子，地址位於林內鄉林南村中華巷內，創建於民國九十一年(2002年)。

## 外部連結
- 雲林縣林內鄉公所 （页面存档备份，存于）